# 東北フジクラ
株式会社東北フジクラ（とうほくフジクラ）は、フジクラのセンサ主力工場として、秋田県秋田市に1989年4月設立された。

## 本社・事業所
- 本社工場
  - 住所：秋田県秋田市御所野湯本五丁目1-2

## 主要製造品
- 半導体圧力センサ
- セラミック酸素センサ